# Tonique Williams-Darling
Tonique Williams-Darling (* 17. ledna 1976 Nassau) je bývalá bahamská atletka, sprinterka, olympijská vítězka v běhu na 400 metrů z roku 2004.

## Sportovní kariéra
Její hlavní disciplínou byl běh na 400 metrů. Na této trati zvítězila na olympiádě v Aténách v roce 2004 i na mistrovství světa v Helsinkách o rok později.

## Osobní rekordy
- běh na 200 metrů – 22,77 (2004)
- běh na 400 metrů – 49,07 (2004)